# Mystery Readers International
La Mystery Readers International es una organización de fanes y lectores abierta para editores, críticos, publicistas, escritores, fans, y lectores de literatura de misterio. Fue fundada por Janet A. Rudolph in Berkeley, California.
La organización publica trimestralmente la revista Mystery Readers Journal. Anualmente presenta el Premio Macavity en varias categorías: mejor novela de misterio, mejor primera novela de misterio, mejor historia de no ficción y mejor historia corta de misterio. El procedimiento de nominación y entrega es similar al de los premios Anthony, es decir, son los miembros del MRI quienes nominan y votan a los ganadores de cada categoría.
El premio fue instituido en 1987. El premio de historia de no ficción se refiere al género literario conocido con el mismo nombre, el cual mezcla la investigación periodística de hechos reales adicionados con un poco de inventiva y matizados en una narración literaria.